# Nototriche hieronymi
Nototriche hieronymi är en malvaväxtart som beskrevs av Arthur William Hill. Nototriche hieronymi ingår i släktet Nototriche och familjen malvaväxter. Inga underarter finns listade i Catalogue of Life.